# Акрафьядль
Акрафьядль (исл. Akrafjall) — гора вулканического происхождения на западе Исландии. Расположена 
в муниципалитете Hvalfjarðarsveit к востоку от города Акранес.
Гора находится северней города Рейкьявик на полуострове между фьордами Боргар-фьорд и Хваль-фьорд. Достигает 642 м в высоту.
Самый высокий пик находится в северной части горы и называется Geirmundartindur. Напротив него находится вторая по высоте вершина горного хребта, Háihnúkur (555 м).
Гора имеет овальную форму и простирается с северо-востока на юго-запад. Между двумя высокими пиками находится глубокая долина,
открывающаяся к юго-западу.
Акрафьядль состоит из палагонита и базальтовых слоев, обязанных своим происхождением   вулкану Kjalarnes, который был активен около 2 миллионов лет назад.
В основном гора образовалась в течение Ледникового периода. Позднее местность вокруг была изрезана ледниками, занимавшими в то время место современных фьордов, а гора Акрафядль возвышалась над ледниками как нунатак.
Примечательно раздвоение горы, в котором находится долина Berjadalur. Отсюда поступает питьевая вода в город Акранес.
На высоте 80 м были обнаружены кости китов. Это может быть объяснено тем, что в конце ледникового периода местность была ниже, чем сегодня.